# Guamská fotbalová reprezentace
Guamská fotbalová reprezentace reprezentuje Guam na mezinárodních fotbalových akcích, jako je mistrovství světa nebo Mistrovství Asie ve fotbale.

## Mistrovství světa
| Rok    | Účast                                           | Soupisky |
| ------ | ----------------------------------------------- | -------- |
| 1978   | Nečlen FIFA                                     |          |
| 1982   | Nečlen FIFA                                     |          |
| 1986   | Nečlen FIFA                                     |          |
| 1990   | Nečlen FIFA                                     |          |
| 1994   | Nečlen FIFA                                     |          |
| 1998   | Bez účasti                                      |          |
| 2002   | Nepostoupili z kvalifikace                      |          |
| 2006   | Vzdali                                          |          |
| 2010   | Vzdali                                          |          |
| 2014   | Bez účasti                                      |          |
| 2018   | Nepostoupili z kvalifikace                      |          |
| 2022   | Nepostoupili z kvalifikace                      |          |
| Celkem | Účast – 0× Zlato – 0×, Stříbro – 0×, Bronz – 0× |          |